# Aracne

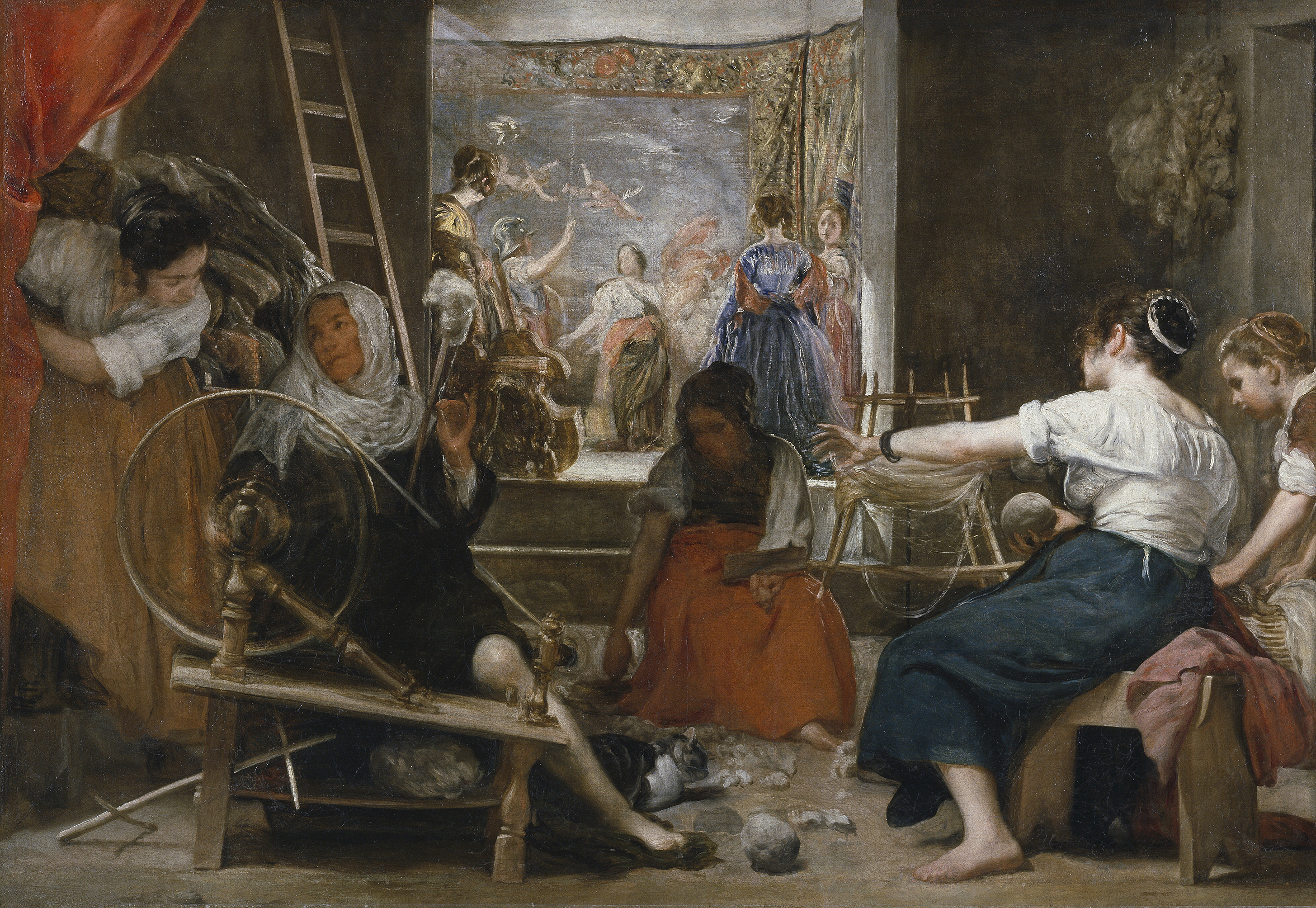
Diego Velázquez, Les filadores, que representa el mite d'Aracne, 1644-1648, museu del Prado

Aracne (grec antic: Aράχνη), nascuda a Lidia i filla del tintorer Idmó, era, segons la mitologia grega una teixidora de gran anomenada, famosa per la seva habilitat al teler. Un dia va exhibir un tapís tan ben elaborat que tant ella, que era molt orgullosa, com tothom que el veia opinava que la seva destresa superava fins i tot la de la deessa Atena. Aquesta, incrèdula, baixà a la terra a veure el tapís en persona. Primer va adoptar la figura d'una velleta que va recomanar a Aracne que no fos tan orgullosa, ja que a Grècia el pecat de supèrbia, en grec hibris, es considerava gravíssim. La noia va desoir els seus consells, i Atena va recuperar la seva forma veritable. Aleshores les dues van iniciar un concurs a veure qui feia el millor tapís. Atena va representar al seu tapís els dotze déus de l'Olimp en tota llur majestat, i perquè servís d'advertència a la seva rival, va posar als extrems de la tela quatre episodis que mostraven què els passava als mortals quan gosaven desafiar els déus. Aracne va representar els amors dels Olímpics, però indicant aquells no gaire gloriosos: Zeus amb Europa, Zeus i Dànae, i d'altres. La seva feina va ser perfecta, però Atena, irritada, va trencar el tapís d'Aracne i li va donar un cop amb la llançadora. La noia, embogida, es va suïcidar penjant-se d'un arbre. Però Atena, adonant-se que s'havia deixat dur per la gelosia, va decidir convertir-la en aranya, de manera que tant ella com els seus descendents podrien teixir i teixir per sempre, però una obra que ningú mai no admiri. Suides li atribueix un germà, Fàlanx. El poeta Ovidi inclou aquest mite a la seva gran obra mitològica Les Metamorfosis.